# De Soto (Kansas)
De Soto is een plaats (city) in de Amerikaanse staat Kansas, en valt bestuurlijk gezien onder Johnson County.

## Demografie
Bij de volkstelling in 2000 werd het aantal inwoners vastgesteld op 4561.
In 2006 is het aantal inwoners door het United States Census Bureau geschat op 5244, een stijging van 683 (15,0%).

## Geografie
Volgens het United States Census Bureau beslaat de plaats een oppervlakte van
29,3 km², geheel bestaande uit land. De Soto ligt op ongeveer 262 m boven zeeniveau.

## Plaatsen in de nabije omgeving
De onderstaande figuur toont nabijgelegen plaatsen in een straal van 20 km rond De Soto.